# BB84
BB84 — перший протокол квантового розподілу ключа, який був запропонований у 1984 році Чарльзом Беннеттом і Жилем Брассаром. Звідси і назва BB84, під яким цей протокол відомий у наш час. Носіями інформації є 2-х рівневі системи, що називаються кубітами (квантовими бітами).

## Опис
Протокол використовує 4 квантові стани; створюються два базиси на основі, наприклад, поляризаційних станів світла:
{\displaystyle |\updownarrow \rangle }
{\displaystyle |\leftrightarrow \rangle }
{\displaystyle |\nearrow \rangle ={\frac {1}{\sqrt {2}}}(|\updownarrow \rangle +|\leftrightarrow \rangle )}
{\displaystyle |\nwarrow \rangle ={\frac {1}{\sqrt {2}}}(|\updownarrow \rangle -|\leftrightarrow \rangle )}
Ці базиси є взаємно незміщеними, тобто виконується умова
{\displaystyle |\langle \nearrow |\updownarrow \rangle |^{2}={\frac {1}{2}}}.
Традиційно у роботах з криптографії легітимних користувачів прийнято коротко позначати як Алісу і Боба, а перехоплювача називати Євою. Таким чином, опис ситуації в криптографічному протоколі виглядає так: Аліса повинна передати Бобу секретне повідомлення, а Єва всіма доступними їй засобами намагається його перехопити.
На першому етапі Аліса посилає окремі фотони Бобу у довільно вибраному базисі, використовуючи при виборі генератор випадкових чисел. Окремі фотони можуть надсилатися всі разом або один за іншим, єдине обмеження полягає в тому, щоб Аліса і Боб змогли встановити взаємно однозначну відповідність між надісланим і прийнятим фотонами. Боб вимірює прийняті фотони в одному з двох базисів, який Боб обирає довільно й незалежно від вибору Аліси. На даному етапі у разі використання однакових базисів вони отримують абсолютно корельовані результати. Однак у разі використання різних базисів результати некорельовані. У середньому Боб отримує рядок бітів з 25% помилок, який є первинним ключем. Ця помилка настільки велика, що використання стандартних алгоритмів корекції помилок неможливо. Тим не менш, можна провести таку процедуру, звану узгодженням базисів: для кожного переданого стану Боб відкрито повідомляє, в якому базисі проводилося вимірювання кубіта (але не повідомляє результатів вимірювань). Аліса потім повідомляє, в яких випадках її базис збігся з базисом Боба. Якщо базиси збіглися, біт залишають, якщо ж ні, його ігнорують. У такому випадку приблизно 50% даних відкидається.
Більш короткий ключ, який залишився, називається «просіяним». У разі відсутності підслуховування і шумів в каналі зв'язку Аліса і Боб тепер матимуть повністю корельований рядок випадкових бітів, який буде в подальшому використовуватися в схемах класичної симетричної криптографії. Якщо ж підслуховування мало місце, то за величиною помилки в отриманому класичному каналі зв'язку Аліса і Боб можуть оцінити максимальну кількість інформації, доступне Єві. Існує оцінка, що якщо помилка в каналі менше приблизно 11%, то інформація, доступна Єві, свідомо не перевершує взаємної інформації між Алісою і Бобом, і секретна передача даних можлива.
Факт використання відкритого каналу є частим явищем у криптографічних протоколах. Цей канал не повинен бути конфіденційним, але повинен бути аутентіфіцированний. Тобто будь-який зловмисник в принципі може отримувати з нього інформацію, але не може змінювати її.